# アタックスグループ
アタックスグループ(Attax consulting Group.)は、日本の独立系経営コンサルティングファーム。
東京・大阪・名古屋・静岡・仙台で展開する、公認会計士・税理士・中小企業診断士・社会保険労務士・人事コンサルタント・営業コンサルタント・経営コンサルタントで構成されるコンサルティンググループ。

## 概要
「社長の最良の相談相手」をモットーとし、中堅・中小企業・ベンチャー企業を中心に経営支援を行っている。
1946年創業の計理士今井冨夫事務所と1981年設立の株式会社アタックスが1990年経営統合し、アタックスグループを結成した。
グループ結成時は、アカウンティングを基本としたコンサルティング会社であったが、その後、人事コンサルティング、営業コンサルティングといった非会計系の経営支援業にも乗り出す。
2007年・2008年には現社長向け・後継者向けそれぞれの事業承継書籍をシリーズで出版し、後継者教育も展開している。
営業コンサルティング部門（株式会社アタックス・セールス・アソシエイツ）代表取締役の横山信弘はYahooニュースのオーサーであり、日経ビジネスオンラインでは「スキル・ライフ分野」の連載を持つ。

## 沿革
- 1946年12月 - 計理士今井冨夫事務所　名古屋市にて開業
- 1981年10月 - 丸山弘昭、西浦道明 名古屋市に株式会社アタックスを設立
- 1990年 4月 - 株式会社アタックスと今井会計合同事務所が経営統合「アタックス今井会計グループ」を結成
- 1999年10月 - 東京事務所開設
- 2002年 1月 - 「アタックスグループ」にグループ名を改称。今井会計合同事務所をアタックス税理士法人に改組
- 2004年 7月 - 大阪事務所開設
- 2006年 4月 - 株式会社アタックスを統括会社とした、アタックス税理士法人、株式会社アタックス戦略会計社、株式会社アタックス・ヒューマン・コンサルティング、株式会社アタックス・ビジネス・コンサルティングのグループ連結経営に改組
- 2007年12月 - 静岡事務所開設
- 2010年1月 - 株式会社アタックス・セールス・アソシエイツを設立
- 2016年1月 - 株式会社日本話し方センターをグループ会社化

## グループ会社
- 株式会社アタックス（グループ統括会社）
- アタックス税理士法人（専門分野：税務顧問、経営財務顧問、事業承継、組織再編、財産防衛）
- 株式会社アタックス戦略会計社（専門分野：経営計画の策定・推進、業績管理制度の構築、経理業務支援）
- 株式会社アタックス・セールス・アソシエイツ（専門分野：組織営業力アップ、計画営業のしくみ構築、営業研修）
- 株式会社アタックス・ヒューマン・コンサルティング（専門分野：人事制度改革・運用、人財育成、組織風土改革、労務管理）
- 株式会社アタックス・ビジネス・コンサルティング（専門分野：企業再生、株式公開、M＆A・MBO）